# Peñausende
Peñausende è un comune spagnolo di 489 abitanti situato nella comunità autonoma di Castiglia e León.
Il comune comprende tre centri abitati: Figueruela de Sayago, Peñausende (capoluogo) e Tamame.